# Thrash The Trash & Schizofrenie
Thrash The Trash & Schizofrenie je reedice prvních dvou alb (Thrash The Trash, Schizofrenie) skupiny Arakain.

## Seznam skladeb

### CD1 - Thrash The Trash
1. Thrash The Trash
2. Šakal
3. Šeherezád
4. Ne! (Jdi a zabíjej)
5. Pán Bouře
6. Štvanice
7. 311.Peruť
8. Noc
9. Amadeus

BONUS
1. Orion
2. Ku-klux-klan

### CD2 - Schizofrenie
1. Strážci času
2. Teror
3. Řekni a máš mě
4. Kamenej anděl
5. Antikrist
6. Gilotina
7. Gilotina
8. Sedmá pečet
9. Zlá křídla osamění
10. Hibernatus
11. Iluzorium
12. Schizofrenie